# بدينيك (كورنوال)
بدينيك (بالإنجليزية: Bodinnick)‏ هي قرية تقع في المملكة المتحدة في كورنوال.